# 연포자충류
연포자충류(軟胞子蟲類)는 연포자충강(Malacosporea)에 속하는 점액포자동물의 총칭이다. 포자에 극낭이 있지만 딱딱한 껍질이 형성되지 않다는 점에서 점액포자충강 (Myxosporea)과 구별된다. 2개 속에 3종만이 알려져 있다. 학명은 "부드럽다"라는 뜻의 그리스어 "말라코"(malako)와 "포자"라는 뜻의 "스포라"(spora)의 합성어에서 유래했다.

## 하위 목
- 연포자충강 (Malacosporea)
  - 연포자충목 또는 연각포자충목 (Malacovalvulida)
    - 연포자충과 또는 연각포자충과 (Saccosporidae)
      - Buddenbrockia Schröder, 1910
        - Buddenbrockia allmani Canning, Curry, Hill & Okamura, 2007
        - Buddenbrockia plumatellae Schröder, 1910

      - Tetracapsuloides Canning, Tops, Curry, Wood & Okamura, 2002
        - Tetracapsuloides bryosalmonae (Canning, Curry, Feist, Longshaw & Okamura, 1999)